# Бил Скарсгорд
Бил Истван Гюнтер Скарсгорд (на шведски: Bill Istvan Günther Skarsgård) е шведски актьор, номиниран за награда „Сатурн“. Известни филми с негово участие са Анна Каренина“, „Дивергенти 3: Предани“, „То“, „Дедпул 2“, „Вечните“ и други.

## Биография
Скарсгорд е роден на 9 август 1990 г. в Стокхолм, Швеция. Той е син на шведския актьор Стелан Скарсгорд и брат на актьорите Александър Скарсгорд и Густаф Скарсгорд. Бил има любовна връзка с шведската актриса Алида Морберг, двамата имат дъщеря на име Уна, родена през 2018 г.

## Избрана филмография
- 2011 – „Симон и дъбовете“
- 2012 – „Анна Каренина“
- 2013 – 2015 „Хемлок Гроув“
- 2016 – „Дивергенти 3: Предани“
- 2017 – „Атомна блондинка“
- 2017 – „То“
- 2018 – „Нация на убийци“
- 2018 – „Дедпул 2“
- 2019 – „То: Част втора“
- 2020 – „The Devil All the Time“
- 2021 – „Вечните“
- 2024 – „Носферату“